# Viazul

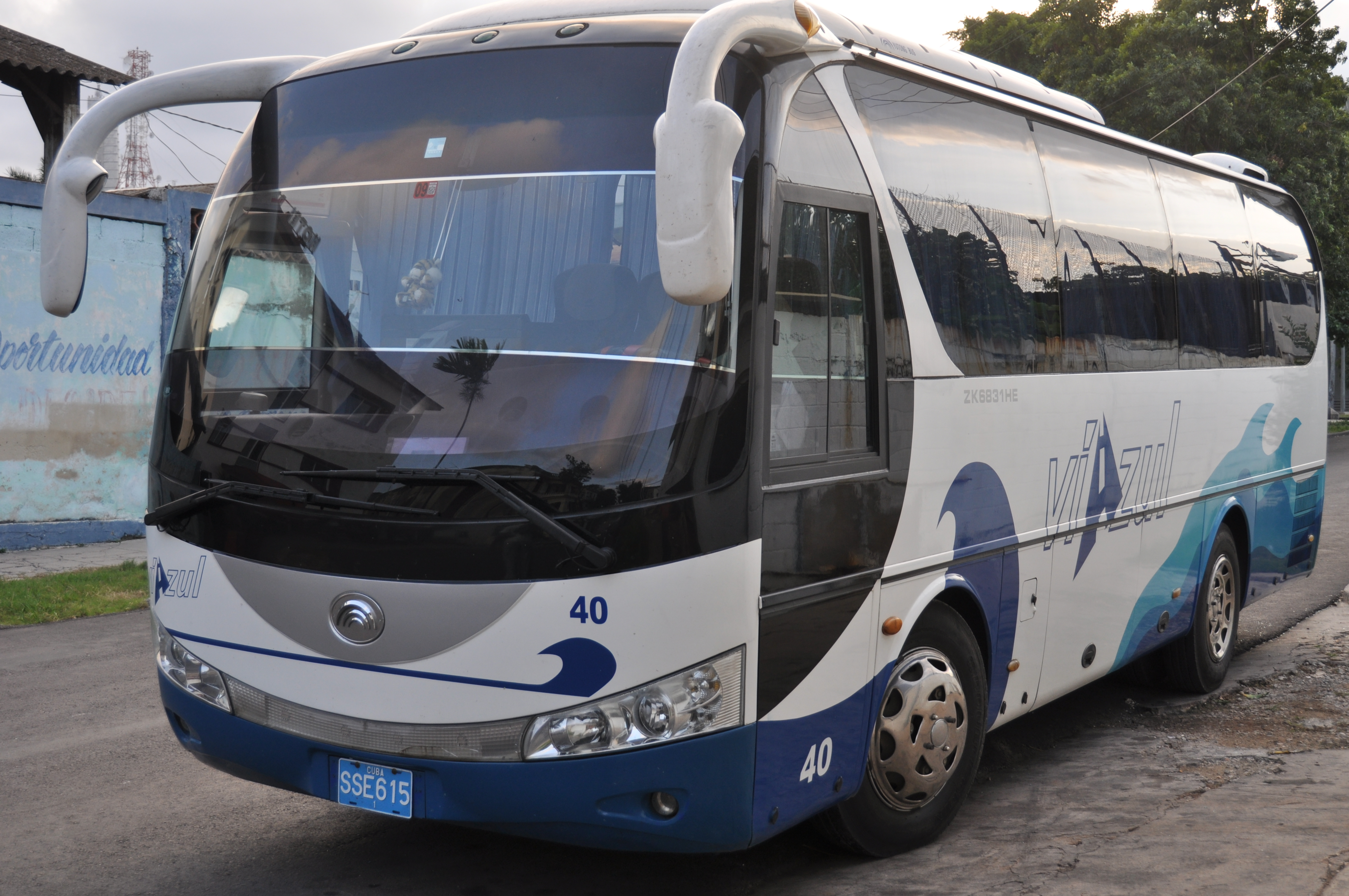
Viazul-Bus in Havanna

Viazul ist eine vorwiegend auf ausländische Touristen ausgerichtete Tochtergesellschaft der staatlichen kubanischen Busgesellschaft ASTRO (Asociación de Servicios de Transportación por Omnibus Nacionales) und betreibt ein Streckennetz von Fernbuslinien. Das Unternehmen wurde 1996 gegründet und hat seinen Hauptsitz in Havanna. Alle bedeutenden Tourismusregionen werden angefahren sowie fast alle Provinzhauptstädte entlang der Carretera Central. Tickets können nur gegen Bezahlung mit ausländischen Kreditkarten erworben werden.
Die Fernbusgesellschaft für Kubaner, für die die Fahrscheine in Moneda Nacional bezahlt werden, wird unter der Marke ASTRO geführt und betreibt ein dichteres und häufiger frequentiertes Streckennetz. Beide Gesellschaften benutzen moderne Reisebusse der Marken Yutong (China) und Busscar (Brasilien). Nach Unternehmensangaben beförderte Viazul im Jahr 2009 mit 223 Fahrern auf 127 Bussen in 43.000 Fahrten 711.000 Fahrgäste, wobei 11,6 Millionen Straßenkilometer zurückgelegt wurden.

## Liniennetz
Verbindungen von Havanna nach:
- Holguín (via Santa Clara, Sancti Spíritus, Ciego de Ávila, Camagüey und Las Tunas)
- Santiago de Cuba (bis Las Tunas wie oben, anschließend via Bayamo)
- Trinidad (via Cienfuegos)
- Varadero (via Matanzas und Flughafen Varadero)
- Viñales (via Pinar del Río)

sowie Verbindungen:
- Varadero – Trinidad (via Santa Clara und Sancti Spíritus)
- Varadero – Santiago de Cuba (via Santa Clara, Sancti Spíritus, Ciego de Ávila, Camagüey, Las Tunas, Holguín und Bayamo)
- Trinidad – Santiago de Cuba (via Holguín und Bayamo)
- Santiago de Cuba – Baracoa (via Guantánamo)

## Unglück am 10. Januar 2019
Der Linienbus von Baracoa geriet von der nassen Strasse  "La Farola" ab und stürzte in eine der Schluchten der „Sierra de Purial“.
Infolge der restriktiven Informationspolitik ist nur sehr wenig bekannt und sicher; von den sieben tödlich verunglückten Passagieren sind vier Nicht-Kubaner, was der Tourismusindustrie wohl sehr unangenehm sein dürfte.
Viazul kann zwar auch von Kubanern benützt werden, ist aber in erster Linie für Ausländer konzipiert: dies erklärt die relativ hohe Zahl der im Bus befindlichen Ausländer, die mit 21 oder 22 angegeben wird. Insgesamt wurden 33 Personen verletzt, zum Teil so schwer, dass mit weiteren Todesfällen gerechnet wurde. Bei den Toten handelt es sich um zwei Kubaner, eine Kubanerin sowie zwei Argentinier, eine deutsche Staatsbürgerin und einen Franzosen.